# Abraham Bedersi
Abraham Bedersi   (Besiers, 1240 (Gregorià) - 1296 (Gregorià)) fou un poeta jueu occitanoprovençal nascut a Besiers (d'on el seu cognom Bedersi, o nadiu de Besiers). Les dates del seu naixement i mort no han estat constatades, però serien properes a 1240 i 1296. Va morir a Perpinyà. Les obres de Bedersi mostren la decadència de la poesia jueva en aquell temps. El seu estil és inintel·ligible, encara que va posseir un coneixement minuciós d'hebreu.
Una elegia que va compondre durant la seva joventut, la Confiscació dels llibres de la llei, la suposen alguns erudits referida a la crema del Talmud a París cap a l'any 1242; d'altres, a la confiscació del Talmud a l'Aragó el 1264, com a resultat directe de la disputa de Barcelona. Si l'opinió última és correcta, Bedersi podria haver florit cap a l'any 1240.
Com apareix en la carta enviada per Bedersi a Don Vidal Solomon (Ḥotam Toknit, p. 4), va anar aviat (potser el 1273) a Perpinyà, on va assistir a les conferències de Joseph Ezubi. Va retornar sovint a Perpinyà i va prendre part activa en els seus afers comunals. Un cert nombre de cartes seves ara a l'Hofbibliothek de Viena, són escrites a prominents jueus de Barcelona, requerint-los a ajudar els seus menys afortunats correligionaris.
Per un temps va viure a Arle, i el 1285, durant la Guerra de França amb el Rosselló, es va refugiar a Narbona. Sembla que en un temps va ser ric, puix en un poema declara que és independent i escriu pel seu plaer propi. El compilador del seu diwan relata que Bedersi va enviar diners al poeta vagabund Gorni (Luzzatto, Intro. A Ḥotam Toknit, p. 4).
Bedersi fou un prolífic escriptor. Diverses col·leccions dels seus poemes en manuscrits són en diverses biblioteques. El manuscrit més complet és que hi ha al Museu Britànic, que conté una elegia a la mort del seu parent, David de Cabestany; diversos poemes i cartes adreçades a Todros Abulafia i al seu company, Abu al-Ḥasan Saul; els poemes dedicats al metge del rei de Castella, Abu al-Ḥasan Meïr ibn al-Ḥarit; i l'elegia esmentada més amunt.
Dues de les obres de Bedersi van ser publicades, amb una introducció interessant de Luzzatto, per G. Polak, Amsterdam, 1862: 
- Ḥereb ha-Mithapeket ('Una espasa girada'), un poema de 210 estrofes, segons el valor numèric de la paraula = 8 + 200 + 2. L'autor en aquest poema dona un compte breu de la poesia jueva, la decadència de la qual deplora. Elogia el makamat (poemes) d'Al-Hariri de Basra, el qual probablement va conèixer per les traduccions d'Al-Ḥarizi.
- Ḥotem Toknit ('Qui segella la suma'), un tractat de sinònims hebreus.

Una altra obra poètica titulada Bakashat ha-Lamedin es va publicar a Frankfurt de l'Oder el 1812, va ser atribuïda a Abraham Bedersi; però és probable que aquest poema fos escrit pel seu fill Jedaiah Bedersi conegut com a Yedaya ha-Peniní.